# Vappodes
Vappodes is een geslacht van zeven soorten orchideeën uit de onderfamilie Epidendroideae. Het is afgesplitst van het geslacht Dendrobium.
Het zijn middelgrote tot grote epifytische orchideeën van open, zonnige plaatsen uit Australië en Nieuw-Guinea. Ze worden gekenmerkt door een bloemtros met talrijke, grote en kleurige bloemen.

## Naamgeving enetymologie
- Synoniem: Dendrobium Sw. (1799)</smal>

## Kenmerken
Vappodes-soorten zijn middelgrote tot grote epifytische of lithofytische orchideeën met dunne, cilindrische of spoelvormige, groen tot purper aangelopen pseudobulben met een tiental leerachtige, ovale tot lancetvormige bladeren en een zijstandige, lange tros met enkele tot tientallen grote, kleurrijke en langlevende bloemen, die meestal één richting gedraaid zijn.

## Habitaten verspreiding
Vappodes-soorten groeien op bomen en rotsen op open, zonnige, vochtige tot droge plaatsen. Ze komen voornamelijk voor in Nieuw-Guinea, Queensland (Noord-Australië) en de nabijgelegen eilanden.

## Taxonomie
Vappodes is in 2002 afgesplitst van Dendrobium door Clements en Jones.
Het geslacht telt in de meest recent geaccepteerde taxonomie zeven soorten. De typesoort is Vappodes bigibba.

### Soortenlijst
- Vappodes affinis (Decne.) M.A.Clem. & D.L.Jones (2002)
- Vappodes bigibba (Lindl.) M.A.Clem. & D.L.Jones (2002)
- Vappodes dicupha (F.Muell.) M.A.Clem. & D.L.Jones (2002)
- Vappodes leeana (O'Brien) M.A.Clem. & D.L.Jones (2002)
- Vappodes lithocola (D.L.Jones & M.A.Clem.) M.A.Clem. & D.L.Jones (2002)
- Vappodes phalaenopsis (Fitzg.) M.A.Clem. & D.L.Jones (2002)
- Vappodes striaenopsis (M.A.Clem. & D.L.Jones) M.A.Clem. & D.L.Jones (2002)